# Ego Eye
| Recensione | Giudizio |
| ---------- | -------- |
| Discogs    | [ 1 ]    |

Ego Eye è un album discografico del gruppo musicale francese Kas Product pubblicato nel 1986.

## Tracce
1. Fever lust – 3:34
2. So bad – 3:08
3. Peep freak – 3:52
4. Gift of the gods – 3:19
5. Street haunt – 3:37
6. Above – 2:19
7. See for hourself – 3:44
8. Razz – 4:02
9. Clown – 3:48
10. Nothing in the way – 3:40
11. Until then – 2:56